# Germán Cardoso
Germán Cardoso (Maldonado, 1 de octubre de 1973) es un político y funcionario uruguayo, perteneciente al Partido Colorado. 

## Biografía
Cardoso estudió en la Escuela N° 2  José P. Varela en Maldonado orientación Derecho. Luego estudió en el Liceo Hermanas Capuchinas de Maldonado y en el Instituto Anglo Uruguayo. Prosiguió sus estudios terciarios de Derecho en el Universitario de Punta del Este. 
A lo largo de su carrera política, ha ocupado varios cargos de relevancia, incluyendo el de Ministro de Turismo en 2021. Durante su gestión, Cardoso desempeñó en la pandemia de COVID-19. Su enfoque para fomentar el turismo interno fue innovador y efectivo, generando un impacto significativo en el interior del país y permitiendo que la actividad turística se mantuviera activa a pesar de la crisis global, beneficiando a muchas comunidades locales.
En 2021, Germán Cardoso fue objeto de acusaciones relacionadas con la contratación de publicidad a través de la empresa Kirma. Sin embargo, estas acusaciones fueron posteriormente aclaradas por la justicia, que determinó que eran totalmente infundadas. Quedó comprobada la inocencia de Cardoso, quien, a pesar de saber que no había cometido ninguna irregularidad, decidió renunciar a su cargo de Ministro de Turismo para garantizar la gobernabilidad del país y para dedicarse plenamente a defender su integridad en el ámbito judicial.

## Ámbito político
En 1994, fue líder y candidato a la Junta Departamental de Maldonado por la lista 2008 del Partido Colorado. Fue electo Convencional Departamental del Partido Colorado para el período 1994-1999. En abril de 1999, fue reelecto como Convencional Departamental para el período 1999-2004. En octubre del mismo año, fue electo segundo suplente del Representante Nacional, Dr. Alejo Fernández Chávez, por el departamento de Maldonado para el período 2000-2005.  
En 2000, fundó la lista 73 del Partido Colorado en el departamento de Maldonado y se presentó como candidato a la Junta Departamental de Maldonado, siendo electo Edil Departamental por dicha lista para el período 2000-2005. Durante su desempeño en la Junta Departamental, se integró a las comisiones de Presupuesto y Hacienda, Tierras y Fraccionamientos, Ganadería, Agricultura y Pesca, Contralor del Saneamiento del Departamento de Maldonado, y Turismo. Además, expuso temas como la equiparación de tarifas de suministro de agua potable para la zona al este del arroyo Maldonado con el resto del departamento.
En 2001, fue designado Edil Vicepresidente de la Junta Departamental de Maldonado para el período del 14 de julio de 2001 al 14 de julio de 2002. En su calidad de Edil, promovió el llamado a sala del Intendente Municipal de Maldonado, Ing. Enrique Antía, en dos ocasiones: una sobre la suba de patentes, logrando la devolución de la diferencia a los contribuyentes, y otra respecto a los excesos de altura en la construcción de edificios, lo que resultó en multas destinadas a obras en el complejo deportivo Campus de Maldonado.
En 2004, fue electo diputado por Maldonado, liderando la lista 73. En junio del mismo año, fue electo Convencional Nacional y reelecto Convencional Departamental, liderando la lista más votada del Partido Colorado en Maldonado. Durante su labor en la Cámara de Representantes, integró la comisión de Turismo y Deportes y fue delegado en las comisiones de Constitución, Códigos, Legislación General y Administración, así como la de Asuntos Internos. Además, fue miembro de la Comisión de Equidad y Género, Adolescencia y Juventud del PARLATINO.
En 2006, interpela al Ministro del Interior de la época, José Díaz, en la Cámara de Representantes. En 2007, fue designado miembro de la delegación uruguaya de parlamentarios en el Parlamento del Mercosur.
El 14 de febrero de 2008, se incorporó a la agrupación política Vamos Uruguay, liderada por el Dr. Pedro Bordaberry, creando una nueva agrupación en el departamento denominada Vamos Maldonado. En las elecciones internas del 28 de junio de 2009, fue la persona más votada dentro del Partido Colorado, siendo electo Convencional Nacional y Departamental. El 25 de octubre de 2009, fue reelecto como diputado por Maldonado y fue nombrado integrante del Comité Ejecutivo Nacional del Partido Colorado, así como Titular de la Prosecretaría de Asuntos Interpartidarios del Partido.
El 15 de febrero de 2010, asumió nuevamente como Representante Nacional de Vamos Uruguay por Maldonado, siendo además miembro del PARLATINO y de la delegación uruguaya de parlamentarios en el Parlamento del MERCOSUR. Fue coordinador de la bancada de diputados del Partido Colorado e integrante del Comité Ejecutivo de Vamos Uruguay y del Comité Ejecutivo Nacional del Partido Colorado.
En 2011, lanzó la campaña de recolección de firmas para reformar la Constitución de la República, proponiendo hacer penalmente responsables a los delincuentes a partir de los 16 años en casos de delitos de sangre. Fue miembro de las comisiones especiales de Derechos Humanos y de seguimiento del sistema de responsabilidad penal adolescente de la Asamblea General. Entre 2010 y 2011, integró la Comisión de Hacienda y en 2012, la Comisión de Asuntos Internos.
El 1 de marzo de 2013, asumió la presidencia de la Cámara de Representantes. Durante su desempeño parlamentario, participó en múltiples simposios, congresos y seminarios.
Como Edil Departamental en el período 2000-2005, fue Vicepresidente de la Junta Departamental de Maldonado. En su función como edil, llevó a cabo acciones destacadas, como la interpelación en dos ocasiones al Intendente Municipal Enrique Antía. Una de estas interpelaciones estuvo relacionada con irregularidades en la construcción de un edificio en la zona balnearia, lo que resultó en la imposición de multas destinadas a obras en Maldonado Nuevo y Cerro Pelado. La otra interpelación fue sobre el aumento indebido en el cobro de patentes, que culminó con la devolución del dinero cobrado en exceso a los contribuyentes, mejorando su imagen en el departamento.
En 2005, asumió como diputado y trabajó en diversos temas de interés para el departamento de Maldonado, como la seguridad pública, la preservación del medio ambiente y la optimización de la promoción turística. Realizó gestiones para la regulación de la actividad inmobiliaria y la desmonopolización del tráfico naviero en el Río de la Plata, entre otros temas.
Su interpelación al Ministro del Interior José Díaz fue uno de los momentos más destacados de su carrera parlamentaria, ya que posteriormente se removió tanto al ministro como a la jefa de Policía de Maldonado. Además, como parte de Vamos Uruguay, fue reelecto diputado por el período 2010-2015, continuando su trabajo en la Cámara de Representantes como coordinador de bancada e integrando diversas comisiones, incluyendo la de Hacienda y Asuntos Internos.

### Acciones como Representante Nacional
Seguridad y Justicia:
- 02/08/2005: Propone traspaso de vacantes para aumentar efectivos policiales en Maldonado.
- 02/09/2005 y 02/08/2006: Promueve la reforma del Código de la Niñez y Adolescencia y la creación de un hogar para menores infractores en Maldonado.
- 09/08/2006: Convoca al Ministro del Interior para analizar irregularidades en la Jefatura de Policía de Maldonado.
- 23/10/2006: Critica las políticas de seguridad del gobierno y pide la renuncia del Ministro del Interior y de la Jefa de Policía de Maldonado.
- 05/05/2008: Se entrevista con el Jefe de Policía para analizar medidas de mejora en la seguridad de Maldonado.
- 27/05/2008: Presenta 50 medidas para mejorar la seguridad pública al Ministerio del Interior.

Turismo y Transporte:
- Implementa acciones para desmonopolizar el transporte marítimo en el Río de la Plata y promueve la política de “Cielos Abiertos” para el turismo.
- 17/05/2006: Sugiere una estrategia alternativa ante el conflicto por las plantas de celulosa para proteger el turismo.
- 10/07/2006: Exhorta a autoridades a intensificar la promoción turística en varias regiones.
- 04/06/2007: Promueve la celebración de los 100 años de Punta del Este y presenta un proyecto de alcaldía para la ciudad.
- 15/10/2008: Solicita información sobre una licitación en el Puerto de Punta del Este que podría impactar la explotación comercial de la zona.

Medio Ambiente y Desarrollo Regional:
- 8/06/2006 y 4/09/2007: Alerta sobre problemas ambientales en la Laguna del Diario y logra su declaración como “Área Natural Protegida”.
- 11/10/2007: Discute con el Ministerio de Vivienda sobre temas ambientales como la playa de Piriápolis y el proyecto del nuevo Puerto en Piedras del Chileno.

Propuestas Económicas y Sociales:
- 21/08/2006: Propone usar excedentes de combustibles para atraer turistas mediante precios competitivos.
- 14/04/2008: Denuncia la falta de justicia tributaria y solicita mayor asignación de recursos para Maldonado, destacando su aporte a la economía nacional.
- 27/03/2007: Pide cumplimiento de leyes para la protección de personas discapacitadas y solicita intérpretes de la Lengua de Señas para Maldonado.

Acciones en el Parlamento del Mercosur y Proyectos Internacionales:
- 17/03/2008 y 19/03/2008: Participa en el II Encuentro de Parlamentarios Jóvenes de América Latina y presenta el proyecto “FICTAL” para apoyar a jóvenes científicos y profesionales de la región.

Control y Transparencia Gubernamental:
- 20/03/2007 y 21/03/2007: Solicita investigación de irregularidades en la Administración Nacional de Correos y el Banco Central.
- 9/12/2008: Convoca al Ministro de Industria para explicar la falta de reducción en los precios de combustibles pese a la baja internacional del petróleo, criticando una posible recaudación encubierta.

2009
El 13 de enero de 2009, el diputado Germán Cardoso, invitado por el Comisionado Parlamentario para el Sistema Carcelario, Dr. Álvaro Garcé, visitó el Establecimiento de Reclusión de Las Rosas. Durante la visita, se constató la situación de hacinamiento, con una población reclusa que superaba en un 300% la capacidad del lugar, dificultando la reinserción social de los reclusos. El 80% de ellos tenía entre 18 y 25 años. Cardoso propuso desarrollar un proyecto que involucrara a la policía, militares, bomberos, inspectores de tránsito, trabajadores de la salud y a la población en general, para implementar un sistema de seguridad integral en Maldonado, más allá de los cambios de gobierno.
El 24 de enero de 2009, Germán Cardoso fue elegido presidente del Comité Ejecutivo Nacional de Vamos Uruguay durante una asamblea nacional.
El 18 de febrero de 2009, se celebró un acto conmemorando un año desde la incorporación de Germán Cardoso a Vamos Uruguay y la creación del sector "Vamos Maldonado".
El 3 de marzo de 2009, la agrupación Vamos Maldonado del Partido Colorado alertó a la opinión pública sobre un proyecto edilicio presentado por el Intendente Oscar De los Santos, que incluía la construcción de un puerto deportivo, un hotel 5 estrellas y un centro comercial entre Paradas 42 y 45 de la Bahía de Maldonado. Vamos Maldonado instó a la población y a las organizaciones empresariales y ambientales a prestar atención al desarrollo de este proyecto, considerando los potenciales riesgos para el patrimonio natural de Maldonado.
El 4 de julio de 2009, Cardoso realizó un pedido de informes sobre concursos y cargos vacantes en ANTEL.
El 15 de agosto de 2009, Cardoso fue designado vicepresidente de la Comisión de Equidad, Género, Niñez y Juventud del Parlamento Latinoamericano (Parlatino).
2010
El 6 de abril de 2010, Germán Cardoso presentó un proyecto de ley, junto a su bancada, para la creación del Instituto Penitenciario y Carcelario Nacional (INPEC).
El 16 de junio de 2010, presentó un proyecto de ley para la creación de una Comisión de Supervisión del Servicio de Inteligencia.
El 12 de julio de 2010, solicitó un informe al Ministerio del Interior sobre la situación de la Cárcel de Las Rosas en Maldonado.
El 28 de julio de 2010, presentó un proyecto de ley para la tipificación del dopaje en los deportistas y participó en la interpelación al ministro Bonomi por el incendio en la Cárcel de Rocha.
El 3 de agosto de 2010, presentó un proyecto para la revalidación de materias aprobadas por los alumnos del Instituto Universitario del Este.
El 1 de septiembre de 2010, Cardoso presentó el proyecto de ley 343/2010, que proponía la modificación del artículo 34 del Código Penal, reduciendo la edad de imputabilidad a 16 años en casos de delitos graves. También presentó un proyecto de ley para modificar el régimen de juicios laborales.
El 10 de noviembre de 2010, solicitó un informe al Ministerio de Cultura sobre publicaciones con errores en el Día del Patrimonio y gastos relacionados con la compra de una pantalla LED.
El 17 de noviembre de 2010, pidió al Ministerio de Economía y Finanzas y al Banco de la República el incremento de funcionarios en la sucursal de San Carlos y la posibilidad de instalar un "Mini Brou" para descongestionar la casa central Carolina.
El 24 de noviembre de 2010, expuso detalladamente sobre la situación de la seguridad pública en el país.
El 16 de diciembre de 2010, presentó un proyecto de ley sobre el régimen de explotación de juegos de azar.
2011
El 31 de mayo de 2011, presentó un proyecto de ley para mantener los antecedentes penales de adolescentes infractores después de alcanzar la mayoría de edad.
El 4 de mayo de 2011, presentó un proyecto de ley para tipificar como delito la posesión de armas por personas con antecedentes penales.
El 14 de junio de 2011, presentó un proyecto de ley sobre un estatuto para víctimas y damnificados por delitos.
El 24 de agosto de 2011, propuso un proyecto para el control y régimen de sociedades anónimas propiedad del Estado, entre otras entidades.
El 18 de octubre de 2011, presentó un proyecto para la protección e inclusión integral de personas con discapacidad.
El 8 de noviembre de 2011, tras una visita al hospital de Aiguá, solicitó a la ASSE la atención a necesidades edilicias y la adquisición de una ambulancia nueva.
2012
El 5 de marzo de 2012, solicitó medidas para preservar un mural de Carlos Páez Vilaró ante la inminente demolición del local portuario donde se encontraba.
El 6 de marzo de 2012, envió una exposición sobre el problema ambiental en la Laguna del Diario a diversas autoridades nacionales y locales.
El 12 de marzo de 2012, propuso que la Cámara de Representantes se uniera a la celebración de los 250 años de la fundación de la ciudad de San Carlos con una sesión solemne.
El 28 de marzo de 2012, solicitó al gobierno medidas para solucionar la crisis educativa en Maldonado, proponiendo la construcción de dos nuevos liceos.
El 8 de mayo de 2012, pidió al Ministerio de Educación y Cultura la creación de una nueva fiscalía en San Carlos.
El 9 de mayo de 2012, solicitó la instalación de oficinas de Identificación Civil en San Carlos y Pan de Azúcar.
El 11 de mayo de 2012, solicitó mejoras en la intersección de las rutas n.º 9 y n.º 39 para mejorar el tránsito agrícola, ganadero e industrial.
El 15 de julio de 2012, planteó en la Cámara de Representantes la polémica suspensión de Paraguay del Mercosur y la inclusión de Venezuela.
El 12 de agosto de 2012, solicitó a diversas autoridades la fiscalización de posibles irregularidades sanitarias en el poblado de La Capuera, en la Laguna del Sauce.
El 4 de septiembre de 2012, pidió mejoras en la infraestructura de la Escuela n.º 13 de San Carlos.
El 5 de noviembre de 2012, criticó en la Cámara de Representantes el tratado de intercambio de información tributaria con Argentina.
2013
El 1 de marzo de 2013, Germán Cardoso asumió como presidente de la Cámara de Representantes, siendo el primer diputado nacido en Maldonado en ocupar ese cargo en 183 años de historia republicana. Durante su presidencia, la Cámara sesionó por primera vez en el Departamento de Maldonado en conmemoración de los 250 años de San Carlos.
Visitas diplomáticas
Durante su presidencia, Cardoso impulsó la visita de diplomáticos a Maldonado. Entre los eventos más destacados se encuentran:
- 18 de abril de 2013: Visita del embajador de Chile, Patricio Pradel, para fomentar la presencia de turistas chilenos en la región.
- 4 de noviembre de 2013: Visita de la embajadora de Estados Unidos, Julissa Reynoso, a instituciones sociales y educativas de Maldonado.
- 24 de febrero de 2013: Visita del embajador de China, con el objetivo de promover inversiones y el intercambio cultural y comercial.

Iniciativas durante su presidencia
Durante su gestión, se instalaron sistemas de voto electrónico en el Parlamento, se investigaron presuntas irregularidades administrativas y se realizaron homenajes a figuras y eventos históricos como José Batlle y Ordóñez y los 100 años de Punta del Este. Macedo Gorosito, Wilson Ferreira Aldunate, 100 años de la creación de la Ley laboral de 8 Horas.
| Predecesor: Max Sapolinsky | Secretario General del Partido Colorado 2014-2017 | Sucesor: Adrián Peña |